# Iván Piris
Iván Rodrigo Piris Leguizamón (10 marca 1989 w Itaugui) – piłkarz paragwajski grający na pozycji obrońcy.
Posiada również obywatelstwo włoskie (ze względu na pochodzenie przodków).

## Kariera klubowa
Iván Piris piłkarską karierę rozpoczął w stołecznym klubie Cerro Porteño. W Primera División zadebiutował w 2008. Z Cerro Porteño zdobył mistrzostwo Paragwaju Apertura 2009. Dotychczas w lidze paragwajskiej rozegrał 93 spotkania, w których zdobył bramkę. W 2011 roku odszedł do Deportivo Maldonado, ale niedługo potem został wypożyczony do São Paulo FC. W 2012 roku wypożyczono go do AS Roma.
| Sezon   | Klub          | Kraj     | Rozgrywki        | Mecze | Bramki |
| ------- | ------------- | -------- | ---------------- | ----- | ------ |
| 2008    | Cerro Porteño | Paragwaj | Primera División | 10    | 0      |
| 2009    | Cerro Porteño | Paragwaj | Primera División | 29    | 0      |
| 2010    | Cerro Porteño | Paragwaj | Primera División | 38    | 0      |
| 2011    | Cerro Porteño | Paragwaj | Primera División | 14    | 0      |
| 2011    | São Paulo FC  | Brazylia | Série A          | 17    | 1      |
| 2012    | São Paulo FC  | Brazylia | Série A          | 3     | 0      |
| 2012/13 | AS Roma       | Włochy   | Serie A          | 29    | 0      |

## Kariera reprezentacyjna
Piris został powołany do reprezentacji Paragwaju na turniej Copa América 2011. Wcześniej w 2009 roku wystąpił z kadrą U-20 na Mistrzostwach Świata U-20.